# Baranówka (Smardzewice)
Baranówka – nazwa niestandaryzowana, część wsi Smardzewice położona w województwie łódzkim, w powiecie tomaszowskim, w gminie Tomaszów Mazowiecki.
Znajduje się w niej Kopalnia Piasku Szklarskiego "Biała Góra".